# Ny form
Ny Form er en kæde af sportsbutikker, der blev etableret i 1986. Kæden omfatter pr. juli 2016 28 butikker i Danmark og én butik i Tyskland og én butik i Sverige. 
Den første Ny Form butik åbnede på  Rømø og forhandlede  brugskunst samt sports- og fritidsartikler. I dag sælger Ny Form butikkerne udelukkende sports- og fritidsrelaterede varer. Butikkerne er placeret ved turistdestinationer rundt om i Danmark og henvender sig overvejende til turister.
I 2009 lancerede Ny Form en webshop.
Ny Forms hovedlager er placeret i Kolding.
Ny Form drives af aktieselskabet Ny-Form, Kolding A/S. Selskabet havde i 2015 et bruttofortjeneste på 63,5 mio. kr. og en egenkapital på 43 mio. kr. Virksomheden beskæftigede i 2015 119 medarbejdere.